# Departamento de Las Colonias
Departamento de Las Colonias är en kommun i Argentina.   Den ligger i provinsen Santa Fe, i den centrala delen av landet, 400 km nordväst om huvudstaden Buenos Aires.
Trakten runt Departamento de Las Colonias består till största delen av jordbruksmark. Runt Departamento de Las Colonias är det glesbefolkat, med 16 invånare per kvadratkilometer.